# レバミゾール
レバミゾール（levamisole）とは線虫駆虫薬の1種。線虫の体内におけるフマル酸の還元およびコハク酸の酸化を遮断することにより炭水化物代謝を抑制し、駆虫効果を発揮する。ベルギーの製薬会社であるJanssen Pharmaceutica社により1966年に発見された。

## 臨床での使用
レバミゾールは主に動物の駆虫薬として使用される。経口投与された場合、代謝は肝臓で行われる。
駆虫以外の効果として、ある種の刺激に対して免疫誘導効果を示すことが報告されている。抗癌剤 であるフルオロウラシルとレバミゾールを併用することで、大腸癌治療への効果が検討されたが、臨床試験では良好な成績を得られなかった。また、インフルエンザに対しインターフェロン誘導剤として効果があるという報告も成されている。ステロイド依存性小児特発性ネフローゼ症候群の治療に用いられることもある。2014年現在、日本で市販されているのは動物用医薬品のみで、薬価収載されていない（海外では市販されている）。

## 研究目的での使用
レバミゾールは小腸、胎盤型を除くほとんどのアルカリホスファターゼアイソフォームを可逆的・非競合的に阻害する。このため、in situ ハイブリダイゼーションやウェスタンブロッティングなどを用いたシグナル検出において、余分なアルカリホスファターゼ活性を減らすための抑制剤として使用される。